# Uppståndelsens kyrka, Ermoupolis
Uppståndelsens kyrka är en grekisk-ortodox kyrkobyggnad belägen i staden Ermoupoli, på ön Syros i regionen Sydegeiska öarna, i Grekland.
Kyrkan är helgad åt Jesu uppståndelse.

## Historik
Uppståndelsens kyrka i Ermoupoli byggdes år 1874 och invigdes och togs i bruk 1908. Den byggdes enligt ritningar av arkitekt Dimitris Eleftheriadis.
Klocktornen byggdes mellan 1915 och 1916.

## Kyrkan
- Kyrkan är byggd i bysantinsk stil men har också flera inslag av nyklassicism.[1]

- Kyrkan är treskeppig.[1]

## Bilder

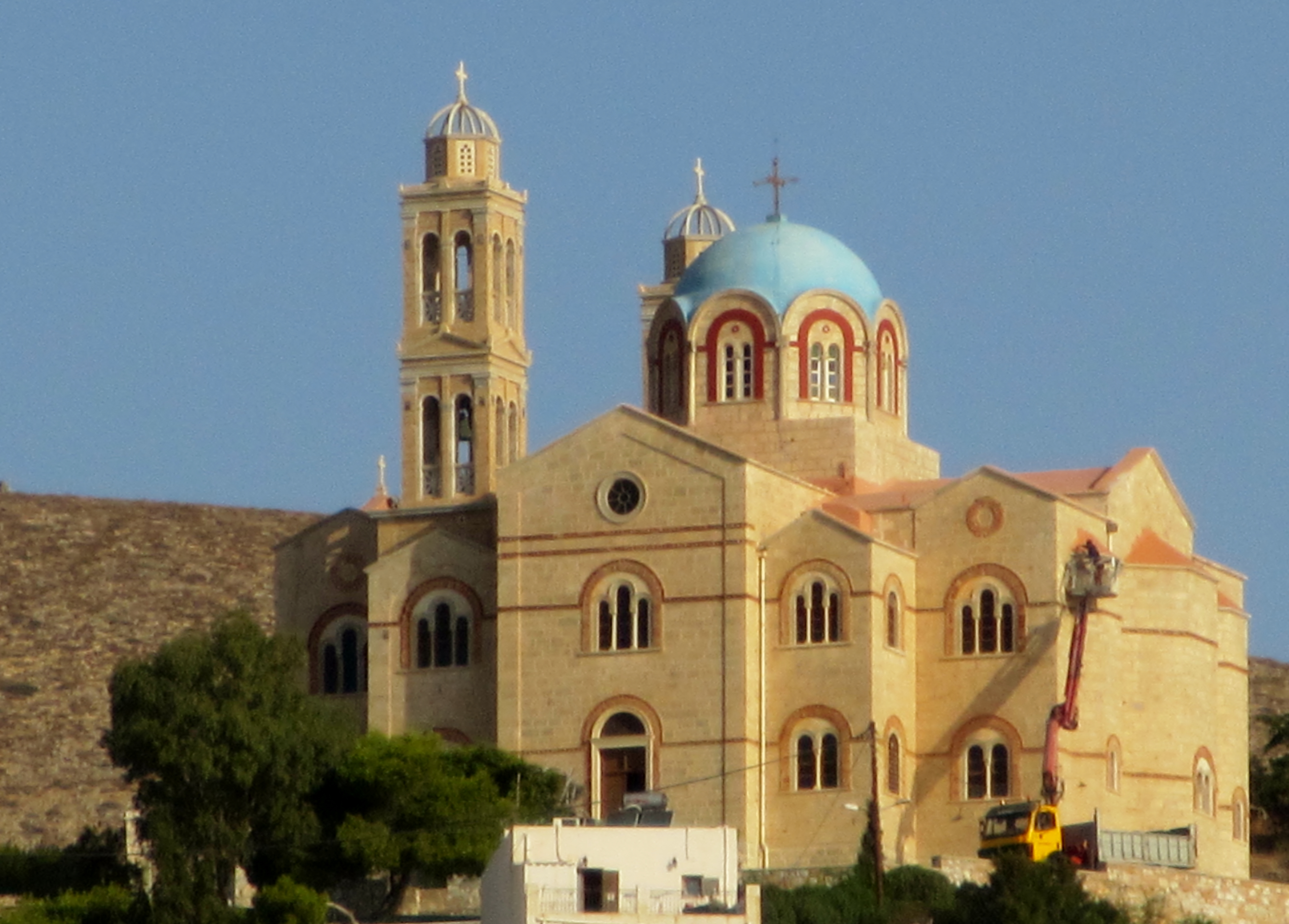
Kyrkan från sidan.
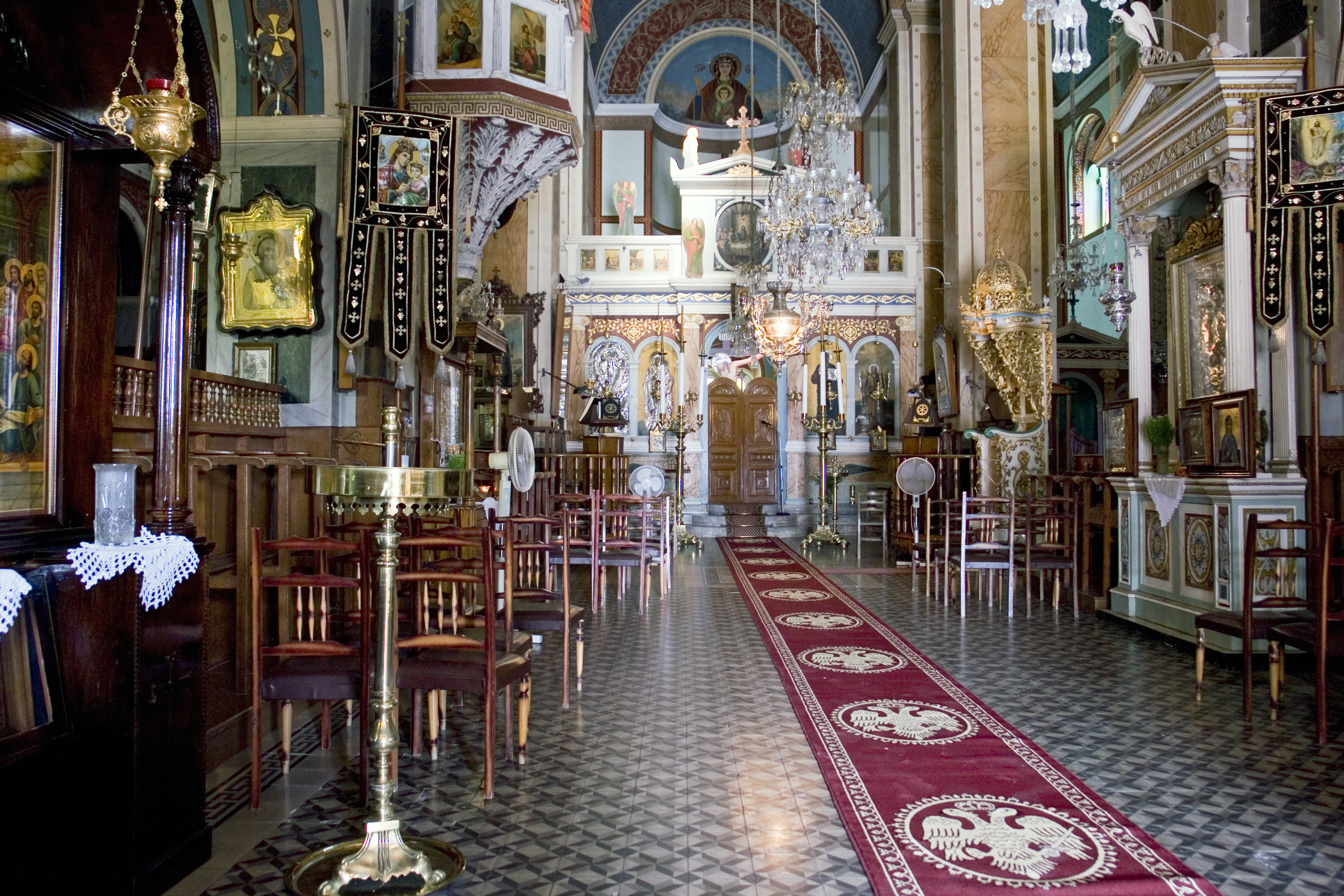
Kyrkans interiör mot ikonostasen.